# Houtteville
Houtteville är en kommun i departementet Manche i regionen Normandie i norra Frankrike. Kommunen ligger i kantonen La Haye-du-Puits som tillhör arrondissementet Coutances. År 2018 hade Houtteville 72 invånare.

## Befolkningsutveckling
Antalet invånare i kommunen Houtteville
| Referens: INSEE |